# Luis Martín (cestista)
Luis Martín (Concordia, 4 ottobre 1913 – Buenos Aires, 27 dicembre 1996) è stato un cestista e dirigente sportivo argentino, membro del FIBA Hall of Fame dal 2009 in qualità di contributore.

## Carriera
È considerato uno dei massimi esperti di storia della pallacanestro. Ritiratosi come cestista nel 1940, è divenuto dirigente della Federazione cestistica dell'Argentina già dagli anni quaranta.
Ha fatto parte della Commissione Tecnica della FIBA dal 1949; ebbe un ruolo importante nell'organizzazione del primo Mondiale di pallacanestro nel 1950 a Buenos Aires.
Ha diretto l'Instituto Nacional del Deporte in Argentina per oltre venti anni.